# Piazza Navona
Piazza Navona er en plads i det centrale Rom, Italien, opført på resterne af kejser Domitians stadion fra år 86, circus Agonalis, hvor romerne kom for at se sportsarrangementer (italiensk: agone). Navnet "Navona" anses udledet fra italiensk in agone som blev trukket sammen til navona.
Roms marked blev flyttet hertil fra Kapitolhøjen i 1400-tallet, og flyttet videre til Campo dei Fiori i 1869. Piazza Navona har også været arena for teaterforestillinger og hestevæddeløb efter Domitians tid.
Ved pladsen kan man se barokkirken Sant'Agnese in Agone. Midt på pladsen står De fire floders fontæne, udført af Bernini fra 1651. Der er også to andre fontæner, Fontana del Moro (= Maurerfontænen) og Fontana del Nettuno (= Neptunfontænen).
Mange af bygningerne, der omkranser pladsen, stammer fra pave Innocens 10.s tid, og den dominerende byggestil er barok. På pladsens sydside er Palazzo Braschi med Roms bymuseum.